# Tomb Raider 2
Pour les articles homonymes, voir Tomb Raider (homonymie).
 (mai 2019).
Si vous disposez d'ouvrages ou d'articles de référence ou si vous connaissez des sites web de qualité traitant du thème abordé ici, merci de compléter l'article en donnant les références utiles à sa vérifiabilité et en les liant à la section « Notes et références ».
Tomb Raider 2 (Tomb Raider II - Starring Lara Croft en version originale) est un jeu vidéo d'action-aventure sorti en 1997. Il est le deuxième volet de la série Tomb Raider.
Le jeu reprend en grande partie le gameplay du premier épisode mais ajoute certaines nouveautés comme la possibilité de diriger des véhicules ou de sauvegarder à tout moment. De nouveaux mouvements font leur apparition comme les roulades en sautant ou en nageant.
Tomb Raider 2 est considéré par beaucoup de fans comme l'épisode favori et le meilleur de la saga pour non seulement ses nouveautés, mais surtout pour son environnement riche et émotionnel.[réf. nécessaire]

## Scénario
La légende dit que celui qui se plante la dague de Xian dans le cœur acquiert le pouvoir du dragon, au sens propre.
Dans la Chine antique, l'empereur détenait ce pouvoir, et avec le soutien de son armée, sa force était sans égale. Il acquit ainsi le vaste territoire qui compose la Chine. Sa dernière bataille toutefois fut une défaite. Alors que tous ses ennemis abdiquaient, les moines-guerriers du Tibet ne s'abaissaient pas et le combattirent sans relâche. Ils connaissaient le pouvoir de la dague et réussirent à l'enlever de son cœur, anéantissant ainsi son armée. La dague retourna à son sanctuaire à l'intérieur de la Grande Muraille de Chine pour y rester cachée à jamais.
Aujourd'hui, trois partis la convoitent. Lara Croft qui est l'une d'elles va rencontrer les deux autres.
Partie à la recherche de cette relique, Lara Croft atterrit donc sur la Grande Muraille et tente de pénétrer dans le Temple de Xian. Tandis qu'elle constate que la porte est verrouillée par un mécanisme, l'aventurière esquive l'assaut d'un mercenaire italien. Avant que ce dernier ne se suicide, il révèle à Lara qu'un certain Marco Bartoli qui est à la tête d'une secte vénitienne (La Fiamma Nera), est lui aussi à la recherche de la dague de Xian.
Lara décide donc de partir pour Venise afin de retrouver la trace de ce fameux Bartoli. Parvenue jusqu'à son repaire de la Via Caravelli, elle monte clandestinement à bord de son hydravion qui est sur le point de décoller. Dans la cabine de pilotage, Bartoli raconte à l'un de ses sbires que son père, Gianni, lui avait confié qu'il était l'élu et que la dague lui revenait de droit. Lara qui espionnait la scène est alors assommée par un des hommes du Vénitien et se retrouve prisonnière sur une plate-forme pétrolière au milieu de la mer Adriatique.
Elle s'échappe et sauve la vie de Chan Barkhang, un moine tibétain venu empêcher Bartoli de remettre la main sur le Séraph : la clé des catacombes du monastère de Barkhang au Tibet, à l'intérieur desquelles se trouve une autre clé : celle du Temple de Xian. Malheureusement, le Séraph ayant été dérobé par le père de Bartoli, celui-ci se trouve désormais dans l'épave immergée d'un paquebot : le Maria Doria. Bartoli arrive et abat le moine agonisant. Lara s'enfuit accrochée à un sous-marin d'exploration et rejoint l'épave du paquebot. Elle finit par trouver le fameux Séraph au cœur de l'épave, puis remonte vers la plate-forme pour s'emparer de l'hydravion avant de s'envoler pour le Tibet. À la suite du crash de l'appareil, Lara escalade les collines tibétaines jusqu'au monastère de Barkhang, attaqué par les hommes de Bartoli. Avec l'aide des moines, elle accède au Palais des Glaces grâce au Séraph et trouve le Talion, dont elle affronte le gardien : la clé qui ouvre le Temple de Xian.
Après avoir échappé à ses assaillants au terme d'une course-poursuite en jeep, Lara passe la frontière chinoise et parvient jusqu'au Temple de Xian. Mais alors qu'elle est sur le point de s'emparer de la dague, une trappe s'ouvre, Lara tombe dans un puits et atterrit aux confins du temple. Lorsqu'elle finit par remonter à la surface, il est déjà trop tard : Bartoli procède à un rituel et se plante la dague de Xian dans le cœur. Ses hommes emportent alors son corps jusqu'aux îles du Ciel, où Lara, après être venue à bout des gardiens éternels de la dague et des sbires du Vénitien, finit par atteindre l'antre du Dragon. Une fois sur place, notre archéologue trouve le corps de Bartoli gisant sur un autel. Celui-ci se transforme alors en un gigantesque dragon et tente de la tuer. Après l'avoir terrassé, celle-ci réussit à lui retirer la dague plantée dans le cœur. La déflagration causée par la mort du dragon fait s'écrouler le temple mais notre héroïne parvient à s'enfuir in extremis.
De retour dans son manoir du Surrey, Lara Croft devra une dernière fois affronter les hommes de Bartoli venus venger leur chef et récupérer la dague[réf. nécessaire].

## Système de jeu

### Mouvements et interactions
Lara reprend les mêmes mouvements du premier opus. S'ajoute désormais la possibilité de monter ou descendre des échelles et d'escalader des parois. Elle peut aussi sauter et se retourner en l'air ou faire une roulade sous l'eau. Elle peut désormais utiliser des tyroliennes.
Les interactions sont plus nombreuses, Lara peut tourner des soupapes et actionner des interrupteurs. Les plans d'eau peuvent désormais avoir plusieurs niveaux de profondeur, Lara ne nagera pas forcément en traversant certains bassins, sa mobilité se verra simplement réduite.

### Items
Lara retrouve ses forces par des trousses de soins de deux types, les petites qui restaurent la moitié de la barre de vie et les grandes qui en soignent la totalité. Les énigmes se veulent plus variées, les objets aussi, ainsi Lara devra mettre la main sur des clés, des pièces électroniques, des passes de sécurité, des diamants, des rouleaux de prières, des masques tibétains et autres tablettes mystiques. Les secrets sont désormais sous la forme de statuettes de dragon en jade, en or et en argent. À noter que les statuettes en elles-mêmes n'offrent aucune récompense. Il faut récupérer les trois statuettes d'un même niveau pour obtenir des objets, en quantité d'ailleurs substantielles, en général quatre recharges de munitions pour une même arme. À noter que les Uzis et le lance-grenades ne sont obtenables que par le biais de ces secrets après la perte des armes à la fin des niveaux vénitiens (dans les niveaux cinq et huit, respectivement). À noter également que les secrets des niveaux quinze et seize fournissent huit recharges au lieu de quatre et que les deux derniers niveaux ne comportent pas de secrets.

### Armes et munitions
Idem pour les munitions, à l'exception des pistolets de base dont les munitions sont illimitées, elles sont disséminées un peu partout. Le jeu comporte sept armes au total : pistolets (des Browning Hi-Power), fusil à pompe, pistolets Magnums, Uzis (ressemblent davantage à des MAC-10), M16, lance-grenades, fusil harpon.
Du fait de leur nombre élevé, l'efficacité de ces armes est extrêmement inégale, ne serait-ce que par la disponibilité de leur munitions. Les Uzis restent l'arme de prédilection, d'autant plus que leur disponibilité a été avancée dans cet épisode par rapport au premier (niveaux 3 puis 5 sur 18, alors que dans le premier volet ils n'étaient disponibles que dans les niveaux 12 et 13 sur 15). Le lance-grenades, malgré sa lenteur et l'inertie de ses projectiles, est également une arme de choix : c'est l'arme pour laquelle le plus de recharges de munitions sont disponibles après les Uzis. Le fusil à harpons, de par son statut d'unique arme sous-marine, est également une arme difficilement contournable.

### Liste des niveaux
Dans le premier opus, Lara Croft explorait uniquement des sites archéologiques antiques. Cet aspect n'est pas totalement absent de ce deuxième épisode mais ce dernier est davantage ancré dans le XXe siècle : Venise, une plateforme de forage, etc. Certains niveaux se révèlent particulièrement vastes et/ou difficiles (ex. : « Le pont » ou « Le Temple de Xian »). On retrouve également le Manoir des Croft, qui sert de niveau d'entraînement, jouable à tout moment. Mais dans cet opus, il est aussi le théâtre du dernier niveau, « Home Sweet Home ».
- Chine : La Grande Muraille
- Italie :

1. Venise
2. La cache de Bartoli
3. L'opéra

- Mer Adriatique :

1. La plate-forme pétrolière
2. L'aire de plongeon
3. Par 40 brasses de fond
4. L'épave du Maria Doria
5. Les quartiers d'équipage
6. Le pont

- Tibet :

1. Les collines tibétaines
2. Monastère de Barkhang
3. Les catacombes du Talion
4. Le Palais des Glaces

- Chine :

1. Le Temple de Xian
2. Les îles du Ciel
3. L'antre du Dragon

- Royaume-Uni : Home Sweet Home

### Véhicules
Pour la première fois dans la série, Lara peut diriger des véhicules pour se déplacer plus rapidement :
- canot Riva (Venise)
- motoneige (Tibet, ainsi que les îles Aléoutiennes dans l'extension Le Masque d'or)

### Tenues
Lara change de tenue au cours du jeu. Elle porte, en Chine et en Italie, un short marron avec un débardeur bleu puis, elle enfile une combinaison de plongée bleue et noire pour trouver l'épave du Maria Doria dans la mer Adriatique. Une fois au Tibet, elle porte un bomber brun. Le dernier niveau, dans son manoir en Angleterre, se joue en petite robe de chambre bleue. Dans le niveau d'entraînement, toujours au manoir des Croft, elle porte un pantalon de jogging et un débardeur brun.

## Accueil
Tomb Raider 2 a reçu un accueil favorable.

## Postérité

### Le Masque d'or
Tomb Raider 2 : Le Masque d'or (Tomb Raider II: Golden Mask en version originale) est l'extension de Tomb Raider 2 sorti en 1997. Faisant partie de la série Tomb Raider et fourni dans un coffret avec le jeu de base, il contient cinq niveaux inédits : quatre pour retrouver le Masque d'or, et un cinquième accessible uniquement si tous les secrets ont été découverts.
Ces nouveaux niveaux ayant été réalisés à partir du même moteur 3D qui avait été utilisé pour Tomb Raider 2 ; le jeu reprend donc le même gameplay.
Après avoir récupéré la dague de Xian et éliminé les derniers sbires de Marco Bartoli, Lara entreprend de découvrir le Masque d'or de Tornarsuk, lequel aurait la propriété de ramener à la vie celui qui le porte. Celui-ci se trouverait dans les îles Aléoutiennes, plus exactement sur l'île (fictive) de Melnikov ; île revendiquée par les États-Unis et la Russie en raison de ses importants gisements d'or. L'aventure de notre héroïne débute donc entre la mer de Béring et le Pacifique Nord, avec, en guise d'indices, une photo en noir et blanc d'un indigène aléoute tenant le Masque d'or dans ses mains et un journal datant de la guerre froide, relatant les tensions d'alors entre Américains et Soviétiques au sujet de l'exploitation minière sur l'archipel.

### Version remastérisée
Un remaster du jeu par Aspyr intitulée Tomb Raider I–III Remastered est sorti le 14 février 2024.